# Podmornica tip VII
Podmornice tipa VII su najviše rabljene njemačke podmornice tijekom Drugog svjetskog rata. Dizajn podmornica Tip VII je baziran na ranijim podmornicama još iz Prvog svjetskog rata Tip UB III, razvijen od Nizozemske tvrtke Ingenieurskantoor voor Scheepsbouw den Haag (I.v.S)(Nijemci su je osnovali nakon Prvog svjetskog rata za održavanje i razvijanje podmornica i taktika uporabe zbog ograničenja nametnutih Versajskim mirom) i građen u brodogradilištima diljem svijeta; Finska klasa Vetehinen i Španjolska klasa Tip E-1. Ovi dizajni vode do Tipa VII zajedno s podmornicama Tipa I, koje su bile građene u brodogradilištu AG Weser u Bremenu, Njemačka. Proizvodnja podmornica Tip I prestaje nakon samo dva izgrađena broda, razlozi za odustajanje nisu dovoljno jasni i protežu se od političkih odluka do pogrešaka na dizajnu. Kako bilo taj dizajn je korišten za daljnji razvitak klasa Tip VII i Tip IX. Tip VII su naviše rabljene podmornice u Drugom svjetskom ratu kao i najviše proizvođene podmornice uopće s preko 700 izgrađenih primjeraka. Klasa je imala i nekoliko modifikacija. 

## Tip VIIA
Tip VIIA su dizajnirane tijekom 1933. i bile su prve od nove generacije napadnih podmornica. Većina ih je izgrađena brodogradilištu Deschimag AG Weser u Bremenu s tim da su podmornice U33-36 izgrađene u brodogradilištu Germaniawerft u Kielu. Bile su veoma popularne među svojim posadama i mnogo moćnije nego manje podmornice Tip II koje su zamijenile, s četiri unutarnje i jednom vanjskom torpednom cijevi. Uobičajeno su nosile ukrcanih 11 torpeda, te su bile naoružane i 88 mm brzometnim topom na palubi s oko 220 granata.
Deset podmornica Tip VIIA je izgrađeno između 1935. i 1937. godine. Osim dvije (U-29 i U-30 koje su razrezane 4. svibnja 1945. u zaljevu Kupfermühlen) sve su potopljene tijekom Drugog svjetskog rata.
Podmornica je pogonjena na površini s dva diesel 6 cilindrična M6V 40/46 motora MAN AG, koji su davali 1.700 kW snage pri 470-485 obrtaja u minuti. Kada su bile uronjene pogonila su ih dva BBC GG UB 720/8 električna motora snage 560 kW pri 322 obrtaja u minuti.

## Tip VIIB
Jedina bitna razlika u odnosu na VIIA je u povećanom kapacitetu spremnika za gorivo, tako da 24 podmornice Tipa VIIB koje su građene između 1936. i 1940. su opremljene s dodatna 33-tonska vanjska spremnika za gorivo koje im je davalo dodatnih 2.500 nautičkih milja (4625 km) radijusa pri brzini od 10 čvorova (19km/h) u površinskoj vožnji. Bile su nešto brže i okretnije nego Tip VIIA. Torpedno naoružanje je unaprijeđeno premještanjem svih torpednih cijevi u unutrašnjost podmornice. I postavljanjem dodatnih spremnika za torpeda (u torpednu prostoriju, te pokraj elektro-motora) povećao njihov broj na 14. jedini izuzetak je bila podmornica U-83 sa samo 12 torpeda. 
U podmornice Tipa VIIB spadaju najpoznatije podmornice rata uključujući U-48 (najuspješnija), U-47 (kapetan Prien), U-99 (kapetan Kretschmer) i U-100 (kapetan Schepke). U površinskoj vožnji pogone ga dva šest-cilindrična diesel motora MAN M6V 40/46 (osim podmornica U45-U50, U83, U85, U87, U99, U100 i U102 koji su imali po dva diesel motora Germaniawerft F46) dajući ukupnu snagu od 2.400 kW pri 470-490 o/min. U podvodnoj vožnji pogon su davala dva elektro motora AEG GU 460/8-276 (osim za U45, U46, U49, U51, U52, U54, U73-76, U99 i U100 koji su zadržali elektro motore od Tipa VIIA) snage 560 kW pri 295 o/min.

## Tip VIIC
Njemačka je u periodu 1940. – 1945. proizvela 568 podmornica Tip VIIC. Prva iz serije je bila U-69 1940. godine. Podmornice ovog tipa su bile efektivni borbrni strojevi, operirale su skoro na svim bojištima, iako nisu imale domet kao veće Tip IX. VIIC su ušle u uporabu skoro na kraju "sretnih vremena" početkom Drugog svjetskog rata i ova plovila su vidjele poraz u Savezničkoj antipodmorničkoj kampanji koncem 1943. i 1944. godine. Tip VIIC bio je samo malo modificiran u odnosu na uspješni VIIB. Imale su slične motore i snagu, ali su bile veće što ih je činilo malo sporijim. Mnoge od ovih podmornica su opremljene šnorkelom 1944. i 1945. godine. Naoružanje im je bilo kao i u VIIB osim u nekoliko izuzetaka. Površinski pogon (osim U88, U90, U132-136 s MAN M6V 40/46s) su činila dva diesel motora Germaniawerft F46 ukupne snage 2.400 kW pri 470-490 o/min. Za podvodnu vožnju u uporabi je bilo više elektro motora, stariji modeli su rabili konfiguraciju preuzetu od VIIB, dok su novije rabile 2 BBC (Brown-Boveri & Co) GG UB 720/8, 2 GL (Garbe-Lahmeyer) RP 137/c ili 2SSW (Siemens-Schuckert-Werke) GU 343/38-8 elektro motora s istom snagom kao i AEG-ovi 560kW pri 296 o/min.
Možda najpoznatija podmornica Tipa VIIC je ona U-96 prikazana u filmu "Das Boot".

## U-flak
"U-flak" su 4 podmornice Tip VIIC (U-441, U-256, U-621 i U-951) modificirane za površinsko praćenje napadačkih podmornica dok isplovljavaju iz francuskih baza na Atlantiku. Kod njih je uvelike pojačana protuzračna obrana.
Te preinake su otpočele i na još tri podmornice (U-211, U-263 i U-271) ali nijedna nije i dovršena, te su one vraćene u službu kao i tradicionalne VIIC napadačke podmornice.
Ova modifikacija je postala operativna u lipnju 1943. i na početku su bile uspješne protiv iznenađenih pilota RAF-a. Uvidjevši njihov potencijal admiral Dönitz je naredio podmornicama da preplove Biskajski zaljev u skupinama i maksimalnom brzinom. Ova modifikacija je dala Nijemcima još dva mjeseca relativne slobode djelovanja, dok RAF nije razvio protumjere. Kada je RAF počeo da poziva u pomoć površinske brodove da pomognu zrakoplovima, U-flakovi su povučeni i ponovno prenamijenjeni na napadačku ulogu.
Koncept U-flaka je otpočeo godinu prije 31. kolovoza 1942. kada je U-256 ozbiljno oštećena u napadu zrakoplova. Radije nego da razreže plovilo odlučeno je da se prenaoruža u teško naoružanu protuzrakoplovnu podmornicu u namjeri da zaustavi gubitke u Biskajskom zaljevu prouzročene zračnim napadima.
Ova modifikacija je bila naoružana s 2 četverostruka 20mm topa Flakvierling eksperimentalnim 37mm automatskim topom na palubi. Bitnica 86mm protuzrakoplovnih raketa je testirana ali se pokazala neuporabljivom. S vremenom su dodana još dva 20mm topa. Gorivo na podmornicama je bilo limitirano da može pokriti samo područje Biskajskog zaljeva. Nosio je samo 5 torpeda, već napunjenih, da oslobodi prostor za dodatne topnike.
Već u studenom 1943. manje od pola godine od početka eksperimenta ove podmornice su vraćene na staru ulogu. Prema njemačkim podacima samo 6 zrakoplova je srušeno (tri U-441, i po jedan U-256, U-621 i U953).

## Tip VIIC/41
Tip VIIC/41 je neznatno modificirana verzija uspješne VIIC i s istim naoružanjem i pogonom. Razlika je bila u jačem presovanom trupu broda koji im je davao mogućnost većeg zarona i lakšeg stroja da kompenzira dodatni čelik u trup, čineći je u stvari lakšom od VIIC. Ukupno je izgrađena 91 podmornica ovoga tipa.
Danas još postoji jedna podmornica VIIC/41, U-995 na izložbi u Laboeu (sjeverno od Kiela) jedina preživjela na svijetu.

## Tip VIIC/42
Tip VIIC/42 je dizajnirana 1942. i 1943. da zamijeni dotrajale podmornice VIIC. Imala je mnogo čvršći trup broda debljine 28mm i zarona dvostruko dubljeg nego prethodna VIIC. Izgled podmornica je bio veoma sličan s VIIC/41 ali s dva periskopa u tornju i dva torpeda više. Naručeno je 164 podmornice ali su sve narudžbe otkazane 30. rujna 1943. u korist Tipa XXI.

## Tip VIID
Tip VIID dizajniran 1939 je dulja verzija VIIC s tri skupine po pet okomitih cijevi postavljenih odmah iza tornja, kao u modernih strateških podmornica, samo što su iz ovih cijevi polagane mine a ne projektili. Površinski pogon su osiguravala dva diesel motora Germaniawerft F46 2.400 kW pri 470-490 o/min, a pod vodom dva elektro motora AEG GU 460/8-276 s 560 kW pri 285 o/min. Ova modifikacija nije se pokazala dobrom, samo jedna podmornica je preživjela rat a ostale su potopljene.

## Tip VIIF
Ovaj tip podmornice je dizajniran 1941. godine prvenstveno za prijevoz torpeda. One su bile najveće i najteže podmornice ovoga tipa. Bile su naoružane identično s ostalima tipa VII osim što su mogle ukrcati 39 torpeda i nisu imale palubni top.
Izgrađene su samo 4 ovoga tipa od toga su dvije (U-1060 i U-1059) poslane na Daleki istok, a U-1060 i U-1061 ostale na Atlantiku. Rabile su iste strojeve kao i VIID.